# Grönögd selslända
Grönögd selslända (Metretopus borealis) är en dagsländeart som först beskrevs av Eaton 1871.  Grönögd selslända ingår i släktet Metretopus och familjen Metretopodidae. Arten är reproducerande i Sverige. Inga underarter finns listade i Catalogue of Life.